# Xenophyophorea
Xenophyophorea – grupa organizmów należących do królestwa Protista. Organizmy te, widoczne gołym okiem, stanowią pojedyncze (choć wielojądrowe) komórki, co oznacza, że są to jedne z największych komórek żywych w całym świecie biologicznym.

## Środowisko życia
Zamieszkują wyłącznie środowisko wodne. Występują na dnie oceanów na całym świecie, na głębokościach od 500 m do nawet 10 600 m. Organizmy te zostały znalezione we wszystkich czterech oceanach.
Xenophyophorea są najczęściej spotykane na obszarach o zwiększonym przepływie węgla organicznego, takich jak podwodne kaniony, czy wzgórza lub góry głębinowe.
Badania pokazały, iż organizmy z grupy Xenophyophorea stanowią ważny składnik fauny bentosowej (czyli żyjącej na dnie).

## Budowa
Organizmy z grupy Xenophyophorea należą do największych organizmów jednokomórkowych. Niektóre z nich osiągają wielkość aż do 20 cm.
Cechą charakterystyczną ich budowy zewnętrznej jest, podobnie jak u innych otwornic, pancerzyk. Wytwarzają one delikatne pancerzyki zbudowane z obcych cząstek mineralnych (pancerzyk aglutynacyjny). Pancerzyki wytwarzane przez Xenophyophorea składają się zarówno z elementów organicznych (białka i mukopolisacharydy wydzielane przez komórkę), jak i z materiału zebranego z otaczającego je środowiska (głównie ziarnka piasku, okrzemki, czy igły gąbek). W pancerzykach znajdują się mikroskopijne otworki, przez które organizmy te wypuszczają nibynóżki (retikulopodia).
Organizmy te zbudowane są z jednej komórki, posiadają w niej jednak wiele jąder.

## Odżywianie
Dotychczas badań dotyczących odżywiania się przez Xenophyophorea jest niewiele. Najprawdopodobniej odżywiają się one w podobny sposób do ameb. Organizmy te powleczone specjalną warstwą śluzu, z którego wytwarzane są „niteczki”, za pomocą których organizmy te chwytają cząsteczki pożywienia i następnie „wciągają” je do środka.
Badania dna oceanów wykazały, że w miejscach, gdzie znajdują się duże skupiska Xenophyophorea (zwłaszcza dna rowów oceanicznych) znajdują się duże obszary pokryte śluzem wytwarzanym przez te organizmy.
Najwięksi przedstawiciele z grupy Xenophyophorea żerują w sposób podobnych do dużych gatunków ameb, czyli otaczają cząsteczki pożywienia przy pomocy pseudopodium.

## Ekologia
Organizmy należące do grupy Xenophyophorea stanowią istotny element ekosystemów głębinowych (do 2000 organizmów na 100 m²). Obszary takie pozwalają na rozwinięcie się dużej bioróżnorodności, gdyż Xenophyophorea mogą stanowić pożywienie oraz siedliska dla zwierząt głębinowych. Na obszarach zajętych przez Xenophyophorea zamieszkuje wiele widłonogów i innych skorupiaków, wężowideł oraz ślimaków.
Xenophyophorea to organizmy trudne do zbadania ze względu na ich wyjątkową kruchość. Próbki są zazwyczaj uszkadzane podczas próby ich pobrania, co uniemożliwia ich badanie czy hodowanie w warunkach laboratoryjnych. Ze względu na to niewiele wiadomo o ich cyklu życiowym.

## Systematyka i klasyfikacja
Po raz pierwszy opisał je Henry Bowman Brady w 1883 roku. Ich nazwa pochodzi od greckiego słowa xenophyae. Przynależność systematyczna organizmów z grupy Xenophyophorea zmieniała się na przestrzeni lat. Pierwotnie zostały one zakwalifikowane jako prymitywny rodzaj otwornic, później umieszczono je pośród gąbek. Na początku XXI wieku zostały uznane za niezależną gromadę należącą do Rhizopoda. Najnowsze badania wskazują na to, że stanowią one wyspecjalizowaną grupę otwornic (Foraminifera).
W 2000 roku, gdy opublikowano przegląd systematyczny tej gromady, znanych było 50 gatunków w 14 rodzajach, przy następującym podziale systematycznym:
- rząd Psamminida Tendal, 1972
  - rodzina Psammettidae Tendal, 1972
    - Psammetta, Homogammina, Maudammina

  - rodzina Psamminidae Haeckel, 1889
    - Psammina, Semipsammina, Cerelpemma, Galatheammina, Reticulammina

  - rodzina Syringamminidae Tendal, 1972
    - Syringammina, Occultammina, Aschemonella

  - rodzina Cerelasmidae Tendal, 1972
    - Cerelasma

- rząd Stannomida Tendal, 1972
  - rodzina Stannomidae Haeckel, 1889
    - Stannoma, Stannophyllum

Od czasu opublikowania tego przeglądu systematycznego odkryto nowe gatunki, m.in. Spiculammina delicata.